# Fontanes, Lozère
Fontanes är en kommun i departementet Lozère i regionen Occitanien i södra Frankrike. Kommunen ligger i kantonen Langogne som tillhör arrondissementet Mende. År 2018 hade Fontanes 160 invånare.

## Befolkningsutveckling
Antalet invånare i kommunen Fontanes
| Referens: INSEE |